# Rancho Santa Fe
Rancho Santa Fe es un lugar designado por el censo ubicado en el condado de San Diego en el estado estadounidense de California. En el año 2000 tenía una población de 3,252 habitantes y una densidad poblacional de 183 personas por km². Con $245,631, es una de las comunidades con más altos ingresos en los Estados Unidos con al menos 1,000 viviendas. 
La localidad está compuesta principalmente por una avenida con tiendas y boutiques y escuelas privadas, al igual que parques. La revista Forbes reportó que Rancho Santa Fe tiene el tercer código ZIP más caro en los Estados Unidos, y el más caro en California, con un costo promedio por vivienda de $2,585,000. Rancho Santa Fe fue gravemente dañada por los incendios forestales en California de octubre de 2007.

## Geografía
Rancho Santa Fe se encuentra ubicado en las coordenadas 33°1′26″N 117°12′0″O / 33.02389, -117.20000. Según la Oficina del Censo, la ciudad tiene un área total de 17,8 km² (6,9 mi²), de la cual 17,7 km² (6,8 mi²) es tierra y 0,1 km² (0 mi²) (0.87%) es agua.

## Demografía
Según la Oficina del Censo en 2000 los ingresos medios por hogar en la localidad eran de $200,000, y los ingresos medios por familia eran $100,000. Los hombres tenían unos ingresos medios de $86,933 frente a los $113,132 para las mujeres. La renta per cápita para la localidad era de $113,132. Alrededor del 2.0% de la población estaban por debajo del umbral de pobreza.

## Residentes famosos
- Rick Aguilera, antiguo jugador de béisbol profesional.[4]
- Jackson D. Arnold, admiral, USN.
- Arturo Ávila Anaya, político mexicano.
- Warren Barton, antiguo jugador inglés de fútbol.
- Bud Black, Mánager de los San Diego Padres, 2007-presente.[5]
- Jud Buechler, Antiguo jugador de la NBA.
- Clair Burgener, político local.[6]
- Joseph Coors, de la familia Coors.[7]
- Jenny Craig, fundador de los Jenny Craig Inc.
- Randy "Duke" Cunningham, Congresista.[8]
- Tom DeLonge, guitarrista y vocalista de la banda blink-182, Box Car Racer y Angels & Airwaves; propietario de Macbeth Footwear[9] y Modlife.
- Dick Enberg, comentarista deportivo.
- Sidney Frank, multimillonario.[10]
- Bill Gates, multimillonario, filántropo y presidente ejecutivo de Microsoft, aunque su casa principal está en Medina, Washington él tiene una casa allí.
- Marshall Goldsmith, entrenador y gerente de Gurú, autor «best-selling».
- Bear Grylls, estrella de Man Vs. Wild
- Janet Jackson, cantante.
- Richard Jefferson, actual jugador de la NBA para los San Antonio Spurs.
- Steve Kerr, jugador de la NBA para los Phoenix Suns GM.[11]
- Gary Kremen, fundador de match.com y sex.com.[12]
- Joan Kroc, filántropa y viuda del fundador de McDonald Ray Kroc.[13]
- Arthur Laffer, colaborador de Reaganomics y "voodoo economics".[7]
- Jim Lampley, comentarista deportivo.[14]
- William Lerach, antiguo famoso abogado en Securities
- Mark Loretta, jugador de béisbol[15]
- Victor Mature, actor estadounidense[16] -antiguo residente que murió en Rancho Santa Fe en 1999.
- Kirk McCaskill, antiguo pitcher de la MLB, entre 1985-1996.
- Jack McDowell, antiguo pitcher de la MLB, entre 1987-1999, 1993 y ganador del Cy Young Award.
- Phil Mickelson, golfista profesional.[17]
- John Moores, filántropo, propietario de los San Diego Padres.[18]
- Juice Newton, cantante.[19]
- Lilian Jeannette Rice, arquitecto y diseñador de Rancho Santa Fe, fallecida.[20]
- Pete Rozelle, antiguo comisionado de la NFL.[21][22]
- Luke Walton, jugador de la NBA para Los Angeles Lakers.
- Bob Baker, magnate de automóviles.
- David Wells, Los Angeles Dodgers y antiguo pitcher de los San Diego Padres.[23]
- Shaun White, medallista olímpico[24]
- Steve Yuhas, presentador de TV y radio.[25]
- Marshall Applewhite, fundador de Heavens Gate.
- Ace Frehley, exguitarrista y miembro fundador del grupo de rock KISS.
- Bill Murray, actor.
- Tiger Woods, golfista profesional. (Tiene una casa de vacaciones allí.)
- Taylor Fritz, tenista profesional.